# Crassvirales

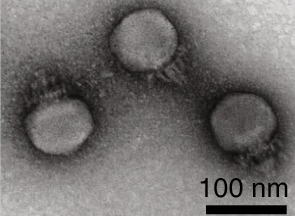
TEM-Aufnahme von drei PhiCrAss001-Partikeln: vom Morphotyp der Podoviren.

Crassvirales (früher auch crAss-like phages, crAss-like viruses, deutsch etwa crAss-ähnliche Phagen oder kurz crAssphagen genannt) ist die Bezeichnung für eine Ordnung von Bakteriophagen (Viren, die Bakterien infizieren).
Der erste Vertreter und Prototyp (mit aktueller Bezeichnung Carjivirus communis, früher Carjivirus crAssphage) wurde 2014 durch rechnergestützte Analyse öffentlich zugänglicher wissenschaftlicher Daten zu Genomen im menschlichen Stuhl entdeckt.
Zum Zeitpunkt der Entdeckung der crAssphagen wurde vorausgesagt, dass crAssphagen Bakterien des Phylums (Abteilung) Bacteroidetes infizieren, wie sie im Darmtrakt vieler Tiere, einschließlich des Menschen, häufig vorkommen.
Als nach diesen ersten Metagenomik-Ergebnissen der erste Vertreter dieser Gruppe in vitro isoliert wurde, konnte auch bestätigt werden, dass dieser Bacteroides intestinalis infiziert.
Dieser erste kultivierte Vertreter (Bacteroides-Phage crAss001, ΦcrAss001, Familie Steigviridae) hat eine Podoviren-Morphologie, aber im Gegensatz zu den damals bekannten Podoviren kein lineares, sondern ein zirkuläres Doppelstrang-DNA-Genom mit einer Größe von etwa 97 kbp (Kilo-Basenpaaren) und enthält nach Vorhersage 80 offene Leserahmen (englisch Open reading Frames, ORFs).
Derartige Sequenzen sind häufig in menschlichen Stuhlproben zu finden.
Weitere Vertreter der Gruppe infizieren Bacteroidetes-Bakterien der Gattungen Azobacteroides (Bacteroidales), Cellulophaga (Flavobacteriales) und Flavobacterium (Flavobacteriales). Solange noch keine weiteren Vertreter kultiviert werden, lassen sich noch keine sicheren Aussagen über deren Morphologie machen.
Basierend auf der Analyse von Metagenomdaten wurden bei etwa der Hälfte aller untersuchten Menschen crAssphagen-Sequenzen identifiziert.
Das Virus bzw. die Ordnung wurde nach der Software crAss (cross-assembly) benannt, mit der das virale Genom gefunden wurde.
Damit sind die crAssphagen möglicherweise die ersten Organismen, die zu Werbezwecken nach einem Computerprogramm benannt wurde.
Im März 2021 wurde vorgeschlagen, die bisherige monotypische Ordnung Caudovirales im Phylum Caudoviricetes aufzulösen und die Klade der crAssphagen selbst in den Rang einer Ordnung Crassvirales mit (damals) sechs Familien zu erheben. Dem Vorschlag folgte das International Committee on Taxonomy of Viruses (ICTV) im März/April 2022.
Diese Ordnung von Bakterienviren ist wohl zu unterscheiden vom Phylum Cressdnaviricota der CRESS-DNA-Viren mit einem zirkulären Einzelstrang-DNA-Genom, deren Wirte Eukaryoten (möglicherweise auch Archaeen) sind.

## Beschreibung

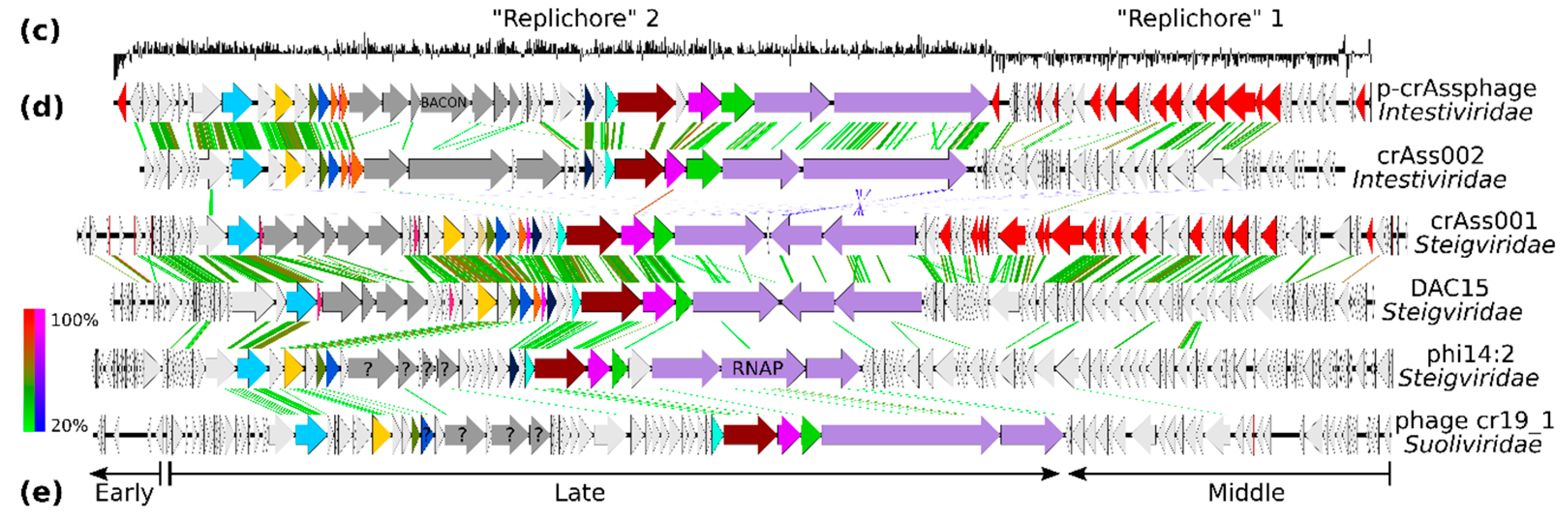
Genome verschiedener Phagen der Crassvirales im Vergleich

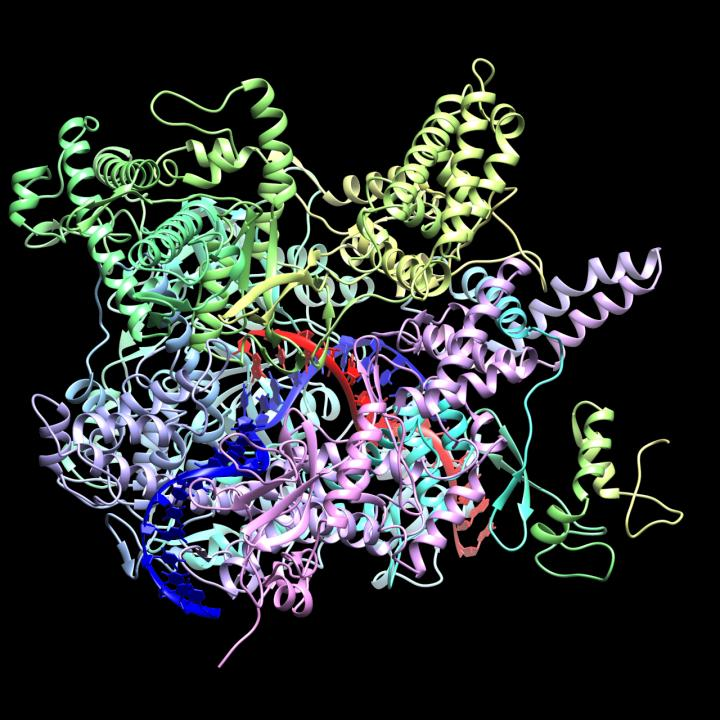
RNA-Polymerase der crAssphagen

CrAssphagen benutzen ein eigenes Enzym (RNA-Polymerase), um RNA-Kopien ihrer Gene zu erstellen. Da alle Zellen, von Bakterien bis hin zum Menschen mit Hilfe solcher RNA-Polymerase RNA-Kopien (mRNA) ihrer Gene herstellen, sind diese Enzyme sehr alt und in allen Lebewesen auch sehr ähnlich (hoch konserviert). Die RNA-Polymerase der crAssphagen ähnelt dagegen eher einem Enzym im Menschen und anderen höheren Organismen, das an der RNA-Interferenz beteiligt ist.

## Forschungsgeschichte
Zum Zeitpunkt seiner Entdeckung im Jahr 2014 hatte crAssphage keine bekannten Verwandten. Im Jahr 2017 wurde jedoch eine Reihe verwandter Viren entdeckt.
Basierend auf einem Screening verwandter Sequenzen in öffentlichen Nukleotiddatenbanken und einer phylogenetischen Analyse wurde zunächst vorgeschlagen, dass crAssphage Teil der ehemaligen expansiven Phagenfamilie Podoviridae in der damaligen Ordnung Caudovirales ist. Diese Zuordnung entspricht heute dem Morphotyp der Podoviren (kein Taxon!) in der Klasse Caudoviricetes. Die Podoviren stimmten in ihrer Morphologie (Kopf-Schwanz-Architektur mit kurzer Schwanzstruktur) äußerlich mit der tatsächlichen bzw. nur vermuteten Erscheinungsform von crAssphage und den anderen „crAss-like phages“ überein. Auch das Genom der Podoviren bzw. der Klasse Caudoviricetes ist so wie das der crAssphagen ein Doppelstrang-DNA-Molekül. Hauptunterschied ist aber, dass dieses bei den damals bekannten Podoviren linear vorlag, bei den crAssphagen aber zirkulär.
Vertreter wurden in verschiedenen Umgebungen gefunden:
- dem menschlichen Darm und Kot
- dem Termitendarm,[15][19][20]
- in terrestrischen Umgebungen und im Grundwasser
- in Natronseen (hypersaline Sole)
- im marinen Sediment
- an Pflanzenwurzeln[15]

Die Klade der crAssphagen (crAss-like viruses) umfasste nach anfänglichenSchätzungen etwa (mindestens) 10 Gattungen. Mit Stand Mitte Juni 2022 hatte das ICTV bereits 42 Gattungen offiziell anerkannt.
Nachdem man zunächst vorgeschlagen hatte, die crAssphagen (etwa als Unterfamilie) der damaligen Familie Podoviridae unterzuordnen, wurde wegen ihrer hohen Diversität untereinander und der genomischen Unterschiede zu den anderen Vertretern der Caudoviricetes trotz der podovirenartigen äußeren Erscheinung vom ICTV im Jar 2022 eine eigene Ordnung Crassvirales innerhalb der gemeinsamen Klasse Caudoviricetes etabliert.

## Systematik
Die Systematik der Crassvirales ist nach mit Stand Mai 2024 wie folgt – etliche der ursprünglich vorgeschlagenen Spezies, Gattungen und sogar einige Familien sind derzeit noch nicht bestätigt (unten in Anführungszeichen):
Ordnung Crassvirales (alias crAssphagen im weiteren Sinn, en. crAss-like phages), vir bestätigte Familien und weitere zwei vorgeschlagene:
- Familie Crevaviridae
  - Unterfamilie Coarsevirinae
    - Gattung Junduvirus
      - Spezies Junduvirus communis
      - Spezies Junduvirus copri

  - Unterfamilie Doltivirinae
    - Gattung Kahucivirus
      - Spezies Kahucivirus intestinalis

    - Gattung Kingevirus
      - Spezies Kingevirus communis

- Familie Intestiviridae[24]
  - Unterfamilie Churivirinae
    - Gattung Jahgtovirus
      - Spezies Jahgtovirus gastrointestinalis (ursprünglich Jahgtovirus cr36), mit Phage cr36_1 alias Phage cr36_SRX6402628
      - Spezies Jahgtovirus intestinalis (ursprünglich Jahgtovirus cr54), mit Phage cr54_1 alias Phage cr54_OBWJ01000088
      - Spezies Jahgtovirus intestinihominis (ursprünglich Jahgtovirus cr107), mit Phage cr107_1 alias crAssphage cr107_1[25]

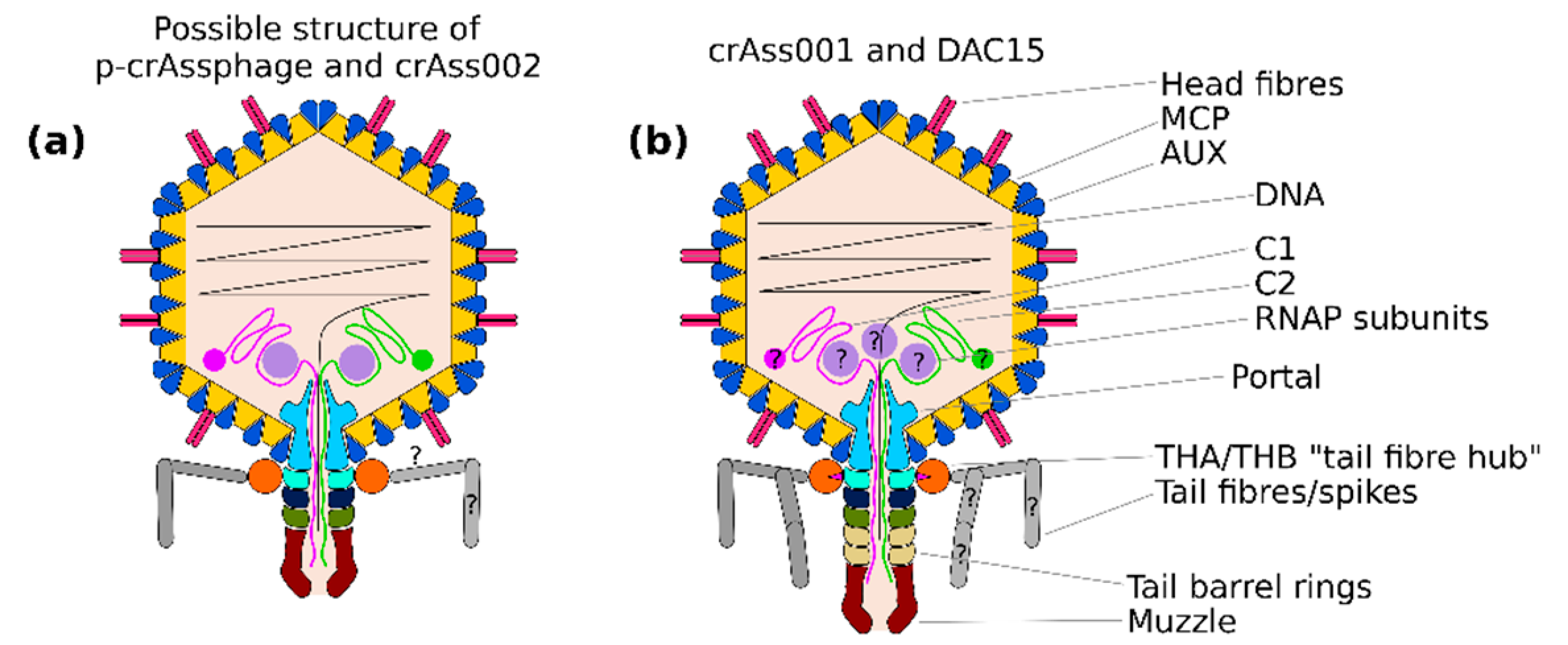
Virion von crAss002 im Vergleich zu crAss001

      - Virion von crAss002 im Vergleich zu crAss001Spezies Jahgtovirus secundus, mit Bacteroides phage crAss002 (de Bacteroides-Phage crAss002)[26]
      - Spezies „Jahgtovirus cr98“, mit Phage cr98_OLFZ01000108
      - Spezies „Jahgtovirus cr141“, mit Phage cr141_SRS5361371
      - Spezies „Jahgtovirus cr275“, mit Phage cr275_SRS019381
      - Spezies „Jahgtovirus cr48“, mit Phage cr48_ERS473359
      - Spezies „Jahgtovirus cr94“, mit Phage cr94_ERR589786

  - Unterfamilie Crudevirinae
    - Gattung Carjivirus
      - Spezies Carjivirus communis (ursprünglich Carjivirus crAssphage), mit Phage cr5_ERR589774 (der erste per Metagenomik identifizierte Vertreter der Ordnung)[27][20][7]
      - Spezies Carjivirus hominis (ursprünglich Carjivirus cr99), mit Phage cr99_1 alias Phage cr99_OLQR01000043

    - Gattung Dabirmavirus
      - Spezies Dabirmavirus hominis

    - Gattung Delmidovirus
      - Spezies Delmidovirus copri, mit Phage cr123_1
      - Spezies Delmidovirus intestinihominis (ursprünglich Delmidovirus cr110), mit Phage cr110_1 alias crAssphage cr110_1[28]
      - Spezies Delmidovirus splanchnicus (ursprünglich Delmidovirus cr11), mit Phage cr11_1 alias crAssphage cr11_1[29]
      - Spezies „Delmidovirus cr14“, mit Phage cr14_OFMB01000041
      - Spezies „Delmidovirus cr123“, mit Phage cr123_SRX6402549
      - Spezies „Delmidovirus cr143“, mit Phage cr143_SRS5361427
      - Spezies „Delmidovirus cr22“, mit Phage cr22_SRS021948

    - Gattung Diorhovirus
      - Spezies Diorhovirus copri (ursprünglich Diorhovirus cr49), mit Phage cr49_1 alias Phage cr49_OGTL01000073
      - Spezies Diorhovirus intestinalis (ursprünglich Diorhovirus cr3), mit Phage cr3_1 (alias crAssphage cr31_1)[30]
      - Spezies „Diorhovirus cr144“, mit Phage cr144_ERS743416
      - Spezies „Diorhovirus cr31“, mit Phage cr31_SRS011134

    - Gattung Drivevirus
      - Spezies Drivevirus gastrointestinalis

    - Gattung „Earahsivirus“
      - Spezies „Earahsivirus cr81“
      - Spezies „Earahsivirus cr93“

    - Gattung Endlipuvirus
      - Spezies Endlipuvirus intestinihominis

    - Gattung „Esdrolevirus“
      - Spezies „Esdrolevirus cr167“

    - Gattung Whopevirus
      - Spezies Whopevirus animalis (ursprünglich crAssphage sp. isolate ctbg_1)

  - Unterfamilie Obtuvirinae
    - Gattung Fohxhuevirus
      - Spezies Fohxhuevirus gastrointestinalis (ursprünglich Fohxhuevirus cr8), mit Phage cr8_1 (alias crAssphage cr8_1)[31]

    - Gattung „Grehyhuvirus“
      - Spezies „Grehyhuvirus cr216“
      - Spezies „Grehyhuvirus cr219“

    - Gattung „Grihfavirus“
      - Spezies „Grihfavirus cr207“

    - Gattung Hacihdavirus
      - Spezies Hacihdavirus animalis (ursprünglich Hacihdavirus cr271), mit Phage cr271_1 (alias crAssphage cr271_1)[32]

    - Gattung „Hahvinivirus“
      - Spezies „Hahvinivirus cr280“

    - Gattung Wotdevirus
      - Spezies Wotdevirus murinus, mit crAssphage sp. isolate ctcc615

  - ohne Zuweisung einer Unterfamilie
    - Gattung Rudgehvirus
      - Spezies Rudgehvirus jaberico, mit Bacteroides cellulosilyticus phage 11

- Familie „Jelitoviridae“
  - ohne zugewiesene Unterfamilie:
    - Gattung „Ritroivirus“
      - Spezies „Ritroivirus cr162“

    - Gattung „Schipovirus“
    - Gattung „Schnahavirus“
    - Gattung „Schupivirus“
    - Gattung „Sehjuvirus“
    - Gattung „Serblevirus“
    - Gattung „Shuhtzevirus“
    - Gattung „Siluhkovirus“
    - Gattung „Simuyevirus“
    - Gattung „Sipelivirus“
    - Gattung „Soilyhevirus“
    - Gattung „Tehntovirus“
    - Gattung „Tirverovirus“
    - Gattung „Tohrnjavirus“
    - Gattung „Wahchdevirus“
    - Gattung „Wehumevirus“

- Familie Steigviridae
  - Unterfamilie Asinivirinae
    - Gattung Akihdevirus
      - Spezies Akihdevirus balticus, mit Cellulophaga phage phi14:2 (de Cellulophaga-Phage phi14:2)[33]

    - Gattung Kahnovirus
      - Spezies Kahnovirus copri, mit Uncultured phage cr44_1 (alias crAssphage cr44_1)
      - Spezies Kahnovirus oralis (ursprünglich Kahnovirus cr85), mit Phage cr85_1 (alias crAssphage cr85_1)[34]

    - Schemazeichnung eines Virions von crAssphage (phicrAss001, Gattung Kehishuvirus), Querschnitt und SeitenansichtAndere Darstellung von phicrAss001

-->Gattung Kehishuvirus

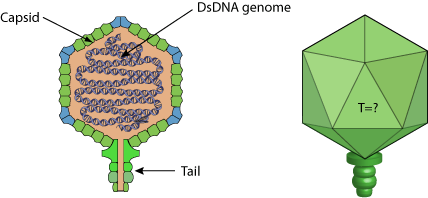
Schemazeichnung eines Virions von crAssphage (phicrAss001, Gattung Kehishuvirus), Querschnitt und Seitenansicht

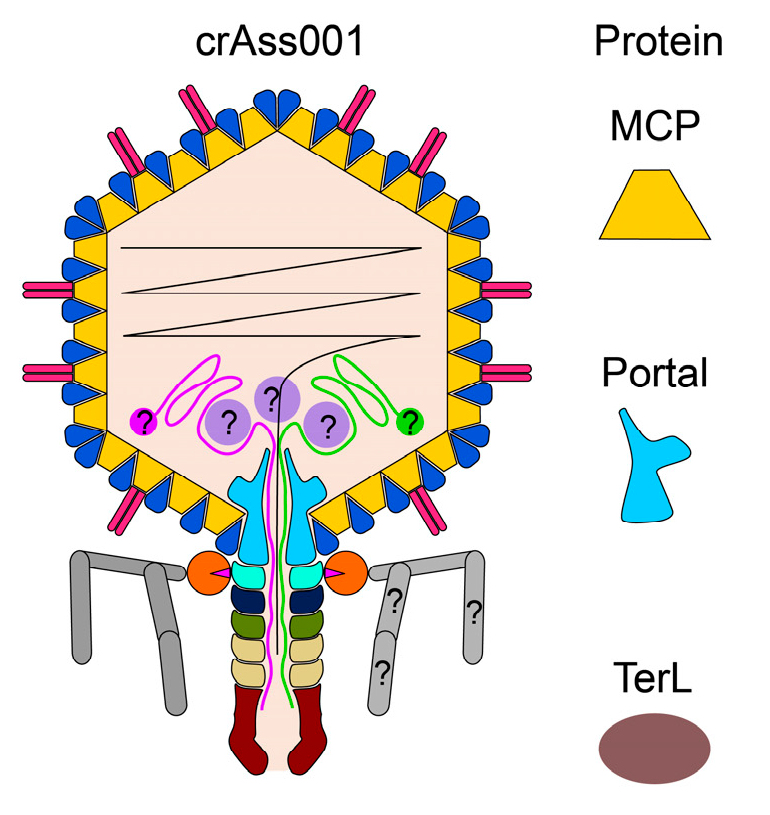
Andere Darstellung von phicrAss001

- -     -       - Spezies Kehishuvirus primarius (ursprünglich Kehishuvirus cr59), mit Phage crAss001 alias Bacteroides-Phage crAss001 (en. Bacteroides phage crAss001, phicrAss001 oder ΦcrAss001, auch FerAss001[36])[37]
      - Spezies Kehishuvirus splanchnicus (ursprünglich Kehishuvirus cr112), mit Phage cr112_1 (alias crAssphage cr112_1)[38]
      - Spezies Kehishuvirus tikkala mit Bacteroides cellulosilyticus phage 1

    - Gattung Kolpuevirus
      - Spezies Kolpuevirus coli (ursprünglich Kolpuevirus cr151), mit Phage cr151_1 alias Phage cr151_SRX6402533
      - Spezies Kolpuevirus hominis (ursprünglich Kolpuevirus cr126), mit Phage cr126_1 (alias crAssphage cr126_1)[39]

    - Gattung Lahndsivirus
      - Spezies Lahndsivirus rarus (ursprünglich Lahndsivirus cr111), mit Phage cr111_1 (alias crAssphage cr111_1)[40]

    - Gattung Lebriduvirus
      - Spezies Lebriduvirus gastrointestinalis

    - Gattung Mahlunavirus
      - Spezies Mahlunavirus rarus (ursprünglich Mahlunavirus cr128), mit Phage cr128_1 (alias crAssphage cr128_1)[41]

    - Gattung Mahstovirus
      - Spezies Mahstovirus faecalis (ursprünglich Mahstovirus cr106), mit Phage cr106_1 (alias crAssphage cr106_1)[42]

    - Gattung Pamirivirus
      - Spezies Pamirivirus faecium (ursprünglich Pamirivirus cr116), mit Phage cr116_1 (alias crAssphage cr116_1)[43]

    - Gattung Paundivirus
      - Spezies Paundivirus hollandii (ursprünglich Paundivirus cr117), mit IAS-Virus (en. IAS virus)[44]

    - Gattung Pipoluvirus
      - Spezies Pipoluvirus rarus (ursprünglich Pipoluvirus cr108), mit Phage cr108_1 (alias crAssphage cr108_1)[45]

    - Gattung Wulfhauvirus
      - Spezies Wulfhauvirus bangladeshii, mit Bacteroides phage DAC15

  - ohne zugewiesene Unterfamilie:
    - Gattung „Lahbrevirus“
      - Spezies „Lahbrevirus cr225“

    - Gattung „Lehconavirus“
    - Gattung „Liunbivirus“
    - Gattung „Mahlemavirus“
    - Gattung „Nowfuvirus“
    - Gattung „Nurbavirus“
    - Gattung „Pedtovirus“
    - Gattung „Penjavirus“
    - Gattung „Picehavirus“
    - Gattung „Piconjevirus“
    - Gattung „Puadlovirus“
- Familie Suoliviridae
  - Unterfamilie Bearivirinae
    - Gattung Afonbuvirus
      - Spezies Afonbuvirus coli (ursprünglich Afonbuvirus cr35), mit Phage cr35_1 (alias Phage cr35_SRS017433)
      - Spezies Afonbuvirus faecalis (ursprünglich Afonbuvirus cr6), mit Phage cr6_1 (alias crAssphage cr6_1)[46]
      - Spezies Afonbuvirus intestinihominis (ursprünglich Afonbuvirus cr12), mit Uncultured phage cr12_1
      - Spezies „Afonbuvirus cr188“
      - Spezies „Afonbuvirus cr194“
      - Spezies „Afonbuvirus cr204“
      - Spezies „Afonbuvirus cr212“
      - Spezies „Afonbuvirus cr224“
      - Spezies „Afonbuvirus cr268“
      - Spezies „Afonbuvirus cr39“
      - Spezies „Afonbuvirus cr104“
      - Spezies „Afonbuvirus cr41“
      - Spezies „Afonbuvirus cr96“

  - Unterfamilie Boorivirinae
    - Gattung Canhaevirus
      - Spezies Canhaevirus faecalis (ursprünglich Canhaevirus cr77), mit Phage cr77_1
      - Spezies Canhaevirus hiberniae (ursprünglich Canhaevirus cr10), mit Phage cr10_1[47]

    - Gattung Cohcovirus
      - Spezies Cohcovirus hiberniae (ursprünglich Cohcovirus cr50), mit Phage cr50_1 (alias crAssphage cr50_1)[48]
      - Spezies Cohcovirus splanchnicus, mit Uncultured phage cr30_1

    - Gattung Culoivirus
      - Spezies Culoivirus americanus (ursprünglich Culoivirus cr1), mit Phage cr1_1 (alias crAssphage cr1_1)[49]
      - Spezies Culoivirus faecalis (ursprünglich Culoivirus cr149), mit Phage cr149_1
      - Spezies Culoivirus intestinalis (ursprünglich Culoivirus cr55), mit Phage cr55_1 (alias crAssphage cr55_1)[50]
      - Spezies „Culoivirus cr229“
      - Spezies „Culoivirus cr237“
      - Spezies „Culoivirus cr239“
      - Spezies „Culoivirus cr245“
      - Spezies „Culoivirus cr249“
      - Spezies „Culoivirus cr257“
      - Spezies „Culoivirus cr139“
      - Spezies „Culoivirus cr20“
      - Spezies „Culoivirus cr87“
      - Spezies „Culoivirus cr92“

  - Unterfamilie Loutivirinae
    - Gattung Blohavirus
      - Spezies Blohavirus americanus (ursprünglich Blohavirus cr53), mit Phage cr53_1 (alias crAssphage cr53_1)[51]
      - Spezies Blohavirus faecalis (ursprünglich Blohavirus cr150), mit Phage cr150_1 alias Phage cr150_OOBV01000062
      - Spezies „Blohavirus cr15“
      - Spezies „Blohavirus cr164“
      - Spezies „Blohavirus cr178“
      - Spezies „Blohavirus cr180“
      - Spezies „Blohavirus cr234“
      - Spezies „Blohavirus cr244“
      - Spezies „Blohavirus cr265“
      - Spezies „Blohavirus cr101“
      - Spezies „Blohavirus cr102“
      - Spezies „Blohavirus cr138“
      - Spezies „Blohavirus cr21“
      - Spezies „Blohavirus cr66“
      - Spezies „Blohavirus cr69“
      - Spezies „Blohavirus cr75“
      - Spezies „Blohavirus cr90“

    - Gattung Buchavirus
      - Spezies Buchavirus coli (ursprünglich Buchavirus cr113), mit Phage cr113_1 (alias crAssphage cr113_1)[52]
      - Spezies Buchavirus copri (ursprünglich Buchavirus cr52), mit Phage cr52_1 (alias crAssphage cr52_1)[53]
      - Spezies Buchavirus faecalis (ursprünglich Buchavirus cr56), mit Phage cr56_1 (alias crAssphage cr56_1)[54]
      - Spezies Buchavirus hiberniae (ursprünglich Buchavirus cr16), mit Phage cr16_1 alias Phage cr16_ERR589762
      - Spezies Buchavirus hominis (ursprünglich Buchavirus cr60), mit Phage cr60_1 (alias crAssphage cr60_1)[55]
      - Spezies Buchavirus intestinalis (ursprünglich Buchavirus cr105), mit Phage cr105_1 alias Phage cr105_SRX6402639
      - Spezies Buchavirus oralis (ursprünglich Buchavirus cr82), mit Phage cr82_1 alias Phage cr82_ERR589590
      - Spezies Buchavirus splanchnicus (ursprünglich Buchavirus cr109), mit Phage cr109_1 (alias crAssphage cr109_1)[56]
      - Spezies „Buchavirus cr181“
      - Spezies „Buchavirus cr223“
      - Spezies „Buchavirus cr262“
      - Spezies „Buchavirus cr28“
      - Spezies „Buchavirus cr288“
      - Spezies „Buchavirus cr46“
      - Spezies „Buchavirus cr82“
      - Spezies „Buchavirus cr97“

    - Gattung Buorbuivirus
      - Spezies Buorbuivirus hominis (ursprünglich Buorbuivirus cr4), mit Phage cr4_1 (alias crAssphage cr4_1)[57]

  - Unterfamilie Oafivirinae
    - Gattung Bohxovirus
      - Spezies Bohxovirus oralis

    - Gattung Buhlduvirus
      - Spezies Buhlduvirus animalis (ursprünglich Buhlduvirus cr273), mit Phage cr273_1 (alias crAssphage cr273_1)[58]
      - Spezies Buhlduvirus porcinus (ursprünglich Buhlduvirus cr272), mit Phage cr272_1 (alias crAssphage cr272_1)[59]

    - Gattung Burzaovirus
      - Spezies Burzaovirus coli (ursprünglich Burzaovirus cr7), mit Phage cr7_1 (alias crAssphage cr7_1)[60]
      - Spezies Burzaovirus faecalis (ursprünglich Burzaovirus cr124), mit Phage cr124_1 (alias crAssphage cr124_1)[61]
      - Spezies Burzaovirus intestinihominis (ursprünglich Burzaovirus cr29), mit Phage cr29_1
      - Spezies „Burzaovirus cr221“
      - Spezies „Burzaovirus cr264“
      - Spezies „Burzaovirus cr135“
      - Spezies „Burzaovirus cr136“
      - Spezies „Burzaovirus cr137“
      - Spezies „Burzaovirus cr142“
      - Spezies „Burzaovirus cr146“
      - Spezies „Burzaovirus cr45“
      - Spezies „Burzaovirus cr70“
      - Spezies „Burzaovirus cr72“
      - Spezies „Burzaovirus cr80“
      - Spezies „Burzaovirus cr89“

    - Gattung Cacepaovirus
      - Spezies Cacepaovirus simiae (ursprünglich Cacepaovirus cr131), mit Phage cr131_1 (alias crAssphage cr131_1)[62]

    - Gattung Chuhaivirus
      - Spezies Chuhaivirus simiae (ursprünglich Chuhaivirus cr130), mit Phage cr130_1 (alias crAssphage cr130_1)[63]

    - Gattung „Belmavirus“
    - Gattung „Cahvavirus“
    - Gattung „Ceneivirus“
    - Gattung „Cerpitivirus“

  - Unterfamilie Uncouvirinae
    - Gattung Aurodevirus
      - Spezies Aurodevirus hiberniae (ursprünglich Aurodevirus cr23), mit Phage cr23_1 (alias Phage cr23_ERR589770)
      - Spezies Aurodevirus hominis (ursprünglich Aurodevirus cr125), mit Phage cr125_1 (alias crAssphage cr125_1)[64]
      - Spezies Aurodevirus intestinalis (ursprünglich Aurodevirus cr114), mit Phage cr114_1 (alias crAssphage cr114_1)[65]

    - Gattung Besingivirus
      - Spezies Besingivirus coli (ursprünglich Besingivirus cr118), mit Phage cr118_1 (alias crAssphage cr118_1)[66]

    - Gattung Birpovirus
      - Spezies Birpovirus hiberniae (ursprünglich Birpovirus cr115), mit Phage cr115_1 (alias crAssphage cr115_1)[67]
      - Spezies Birpovirus hominis (ursprünglich Birpovirus cr19), mit Phage cr19_1 (alias Phage cr19_OGYF01000089)
      - Spezies „Birpovirus cr220“
      - Spezies „Birpovirus cr47“
      - Spezies „Birpovirus cr122“

    - Gattung „Alsetoevirus“
    - Gattung „Boahakivirus“
    - Gattung „Bornisivirus“

  - ohne zugewiesene Unterfamilie:
    - Gattung Dechshavirus
      - Spezies Dechshavirus japanensis, mit Azobacteroides phage ProJPt-Bp1 (de Azobacteroides-Phage ProJPt-Bp1)[68]
- Familie „Tinaiviridae“
  - ohne zugewiesene Unterfamilie:
    - Gattung „Pasahvevirus“
    - Gattung „Rodbovirus“
- Weitere Vorschläge zu Crassvirales nach NCBI ohne Zuordnung zu einer Familie, Unterfamilie oder Gattung (Auswahl):
  - Spezies „Flavobacterium-Phage vB_FspP_elemoA_1-5B“ (en. „Flavobacterium phage vB_FspP_elemoA_1-5B“ alias „Flavobacterium phage vB_Fsp_elemo1-5B“)[69]
  - Spezies „Marine virus AFVG_117M62“ (en. „Marine virus AFVG_117M62“)[70]

## Gubaphagen
Camarillo-Guerrero, Almeida et al. beschrieben 2019/2020 die Ergebnisse ihrer Metagenomanalysen der menschlichen Darmflora hinsichtlich Bakteriophagen. Sie machen dabei eine weitere Klade, genannt „Gubaphagen“ (englisch Gut Bacteroidales phage, „Gubaphage clade“) mit zwei Gattungen („G1“ – infiziert Bacteroides und „G2“ – infiziert Parabacteroides) aus, die nach den crAssphagen die zweithäufigsten Viren (d. h. Bakteriophagen) in dieser Umgebung darstellen. Die Merkmale der Gubaphagen erinnern dabei an die von „p-crAssphage“.

## Klinik
Es gibt keinen Hinweis darauf, dass crAssphagen an der menschlichen Gesundheit oder Krankheit direkt beteiligt sind, sie beeinflussen aber als Bakteriophagen natürlich die menschliche Darmflora. Die Viren können in ihrer Eignung als Biomarker für die Kontamination des menschlichen Stuhls Indikatorbakterien übertreffen.